# BMW řady 3 (E21)
BMW řada 3 model E21 byl vyráběn od druhého května 1975 do roku 1983 jako dvoudveřové kupé nebo kabriolet, který připravovala společnost Baur. Nahradil BMW řady 02. V roce 1977 byl původní dvoulitrový čtyřválec nahrazen šestiválcem o stejném objemu.

## Modely
- 315 – 1,6 l (od roku 1979)
- 316 – 1,6 l (od roku 1979 s vstřikováním Bosch K Jetronic)
- 318 – 1,8 l (od roku 1979 jako 318i s vyšším výkonem)
- 320 – 2,0 l, dvojité světlomety (původně čtyřválec, od roku 1977 šestiválec)
- 323i – 2,3 l, 107 kW, 190 km/h, kotoučové brzdy na všech kolech